# Lijst van burgemeesters van Ambt Montfort
Dit is een lijst van burgemeesters van de voormalige Nederlandse gemeente Ambt Montfort in de provincie Limburg sinds haar stichting in 1991 (aanvankelijk onder de naam Posterholt) tot haar samengaan op 1 januari 2007 met de gemeente Roerdalen onder de naam Roerdalen.
| Ambtsperiode                      | Naam burgemeester                                        | Partij of stroming | Bijzonderheden                          |
| --------------------------------- | -------------------------------------------------------- | ------------------ | --------------------------------------- |
| 1991 - 1 september 1999           | Marjo (M.J.T.N.J.) Koopman-Goumans (overl. 2 sept. 1999) | CDA                |                                         |
| 1 september 1999 - 10 april 2000  | Vincent (V.T.M.) Braam                                   | VVD                | waarnemend (tevens burg. van Roerdalen) |
| 10 april 2000 - 15 september 2004 | Anton (A.C.) Barske                                      | GroenLinks         |                                         |
| 1 oktober 2004 - 3 oktober 2006   | Henk (H.F.M.) Evers                                      | PvdA               | waarnemend                              |
| 3 oktober 2006 - 31 december 2006 | Rob (R.J.) Persoon                                       | CDA                | waarnemend                              |